# Kis-Kis
Kis-Kis (ros. кис-кис) – rosyjski zespół rockowy, założony w 2018 roku w Petersburgu przez perkusistkę Alinę Oleszewą i wokalistkę Sofję Somusiewą. Nieco później do zespołu dołączyli gitarzysta Jurij Zasłonow i basista Siergiej Iwanow.
Somusiewa urodziła się 11 kwietnia 1996 w Kurganie, od dziecka zajmowała się muzyką i uczęszczała do szkoły muzycznej. Oleszewa urodziła się 27 maja 1999 w Petersburgu i pochodzi z artystycznej rodziny: jej ojciec śpiewał, a następnie został klawiszowcem, a brat uczęszczał do szkoły muzycznej. Sama natomiast uczyła się w szkole plastycznej, a muzyką zainteresowała się w wieku 16 lat.
22 listopada 2018 grupa opublikowała pierwszy singel, Trachajus´, a w marcu 2019 roku wydała pierwszą płytę, Junost´ w stilie pank.
We wrześniu 2019 zespół wydał EP zatytułowany Magazin igruszek dla wzrosłych. Jednym z utworów na płycie było „Mołczi”, poświęcone problemom młodzieży dorastającej w nieprzyjaznym otoczeniu i obojętności społeczeństwa. W lipcu 2020 grupa opublikowała utwór „Miełocz”, który znalazł się w soundtracku serialu Wodoworot. We wrześniu 2020 zespół wydał drugi album, zatytułowany Pir wo wriemia czumy.
We wrześniu 2021 roku zespół opublikował utwór „Nie nado”, poświęcony tematowi przemocy wobec kobiet.
W lipcu 2022 ukazał się trzeci album grupy, zatytułowany Kak pieriestat´ biespokoit´sja i naczat´ żyt´.
Za swoich muzycznych idoli założycielki zespołu uważają Linkin Park, Slipknot, Korn, Papa Roach i Travisa Barkera. Zespół wielokrotnie koncertował w Rosji, ale też na Ukrainie i Białorusi.